# Belvedere (Tezze sul Brenta)
Belvedere (noto anche con l'appellativo di "Belvedere del Grappa", Belvedàre in veneto) è una frazione del comune italiano di Tezze sul Brenta, in provincia di Vicenza.

## Geografia fisica

### Territorio
Situata nel nord-est della penisola italiana, nel cuore del Veneto, in provincia di Vicenza, Belvedere è la più grande frazione del comune di Tezze sul Brenta (da cui dista circa 6 chilometri) e anche la più popolosa (conta oltre 4 100 abitanti, ma la popolazione è in continuo aumento).
Posta nella parte orientale del territorio comunale, si trova in una zona di confine di ben tre province (Vicenza, Padova e, poco distante, Treviso). 
Ubicata a sinistra del fiume Brenta, la frazione di Belvedere è adagiata nell'alta pianura veneta, ai piedi delle Prealpi Venete, in fronte all'altopiano di Asiago e al monte Grappa, monte sacro alla Patria (per questo viene denominata anche “Belvedere del Grappa”).
Il territorio è completamente pianeggiante, con un'altitudine media di circa 70 m sul livello del mare; esso è caratterizzato da un'estesa e fitta rete di canali e rogge, la più importante chiamata “Munara”.

## Origini del nome
Il primo nome del paese non era Belvedere, ma "Ca' Dolce" ("Cadolse" in veneto). Ciò è spiegato dal fatto che un tempo il territorio era un possedimento dei Dolce, una famiglia di nobili veneziani, che qui avevano anche una villa, ancor oggi esistente, detta appunto "Casa Dolce", da cui "Ca' Dolce".
Sull'origine del nome "Belvedere" esiste una leggenda: si narra che un giorno Napoleone Bonaparte stava risalendo da Padova diretto verso nord. Quel giorno durante tutto il viaggio aveva trovato una nebbia fittissima, tale da non riuscire a vedere nulla. Giunto nei pressi di Ca' Dolce la nebbia improvvisamente scomparve, e così Napoleone esclamò: "Oh, che bel vedere!" Da allora il paese fu denominato per l'appunto "Belvedere".

## Storia

### Epoca romana
Nel territorio di Belvedere è ancora oggi ben visibile la tradizionale centuriazione romana.
Nel 148 a.C. venne costruita la Via Postumia, grande strada romana voluta dal console Spurio Postumio Albino Magno, che collegava Genova ad Aquileia attraversando tutta la Pianura padana. 
La Via Postumia passava qualche km più a sud di Belvedere.
I Romani avevano scelto la strada Postumia come decumano massimo (asse stradale con direzione est-ovest), mentre l'asse nord-sud detto cardine massimo era la direttrice Padova-Bassano.
La centuriazione stabilita in questa zona (area Cittadella, Bassano del Grappa) è avvenuta nello stesso modo di altre: i Romani, definiti i due assi stradali, procedevano a tracciare allineamenti perpendicolari tra loro detti cardini o decumani minori, o limites (conosciuti dai contadini locali col nome di cavini), aventi lo scopo di dividere il territorio in superfici quadrate dette saltus.
Ogni saltus veniva poi suddiviso, per lo più da strade intersecantisi ad una distanza di 20 actus ossia a 710,40 metri, le stesse misure che oggi sono ancora riconoscibili nel territorio di Belvedere e zone vicine.

### Dominazione veneziana
Nel 1404 tutta la zona passò sotto la dominazione della Serenissima Repubblica di Venezia, che mantenne pace e prosperità per quattro secoli. Il territorio di Belvedere venne incorporato nell'agro bassanese e, più tardi, con la creazione dell' “Università della Rosà”, entrò a far parte di uno dei quartieri di Bassano, il Quartiere dei Confini (che includeva le attuali frazioni di Campagnari-Laghi e Belvedere-Cusinati e che probabilmente era così chiamato perché identificava il limite tra Cittadella e Bassano).
A partire dal XVI secolo alcune nobili famiglie veneziane qui acquistarono dei terreni e vi costruirono le proprie ville. Sorsero così Villa Ca' Dolce (risalente al Cinquecento), dei nobili Dolce, che dava il nome a tutto il territorio circostante, e Villa Ca' Molin (risalente al Settecento), della famiglia patrizia veneziana dei Molin.

### L'Ottocento
Con il Trattato di Campoformio (1797) Napoleone Bonaparte pose fine alla gloriosa Repubblica di Venezia e il Veneto venne ceduto all'Impero austro-ungarico. Nel 1805, per decreto napoleonico, l'"Università della Rosà" venne soppressa e l'agro bassanese venne frantumato e suddiviso fra tre nuovi comuni: Cassola, Rosà e Tezze: il territorio di Belvedere andò a far parte di quest'ultimo. 
In seguito alla disfatta napoleonica, con il Congresso di Vienna del 1815 il Veneto fu incluso nel nuovo Stato, il Regno Lombardo-Veneto, sottoposto al controllo austriaco. La dominazione austriaca durò fino al 1866, quando, dopo la terza guerra d'indipendenza, il territorio veneto venne annesso al Regno d'Italia di Vittorio Emanuele II di Savoia.

### Inizi del Novecento
La situazione del paese agli inizi del Novecento si può leggere nel questionario della visita pastorale di Mons. Ferdinando Rodolfi, vescovo di Vicenza, in data 2 aprile 1913. 
Questa era la situazione della Curazia di Belvedere che, a quel tempo si chiamava Ca' Dolce e dipendeva dalla parrocchia di Rosà:
- Abitanti n° 1028
- Famiglie n° 155
- Le contrade erano quattro: Belvedere - Borgo Zucco - Bressani - Cusinati.
- La popolazione era prevalentemente agricola; rari i padroni e pochi i fittavoli, i più erano mezzadri; vi erano latifondi; duecento operaie e una decina soltanto di operai erano impiegati in un setificio (filanda).
- La Curazia di Ca' Dolce aveva: cinque osterie e quattro caffè (uniti all'osteria).
- Nelle scuole elementari si insegnava fino alla terza classe.
- La festa del titolare era quella di Santa Teresa d'Ávila (15 ottobre) e si celebrava nella terza domenica di ottobre.

### La Grande Guerra (1915-1918)
La guerra del 1915-1918 fu un periodo di stragi, di lutti e di rovine. Anche Belvedere non ne andò esente, per quanto immune da distruzioni materiali. Tutta la gioventù e la virilità idonea venne chiamata alle armi; molti non tornarono mai più a casa.
Durante la prima guerra mondiale Belvedere, come tutti i paesi vicini, diventò zona di retrovia del fronte, dove venivano le truppe a riposo prima di tornare a combattere sulle vicine montagne.

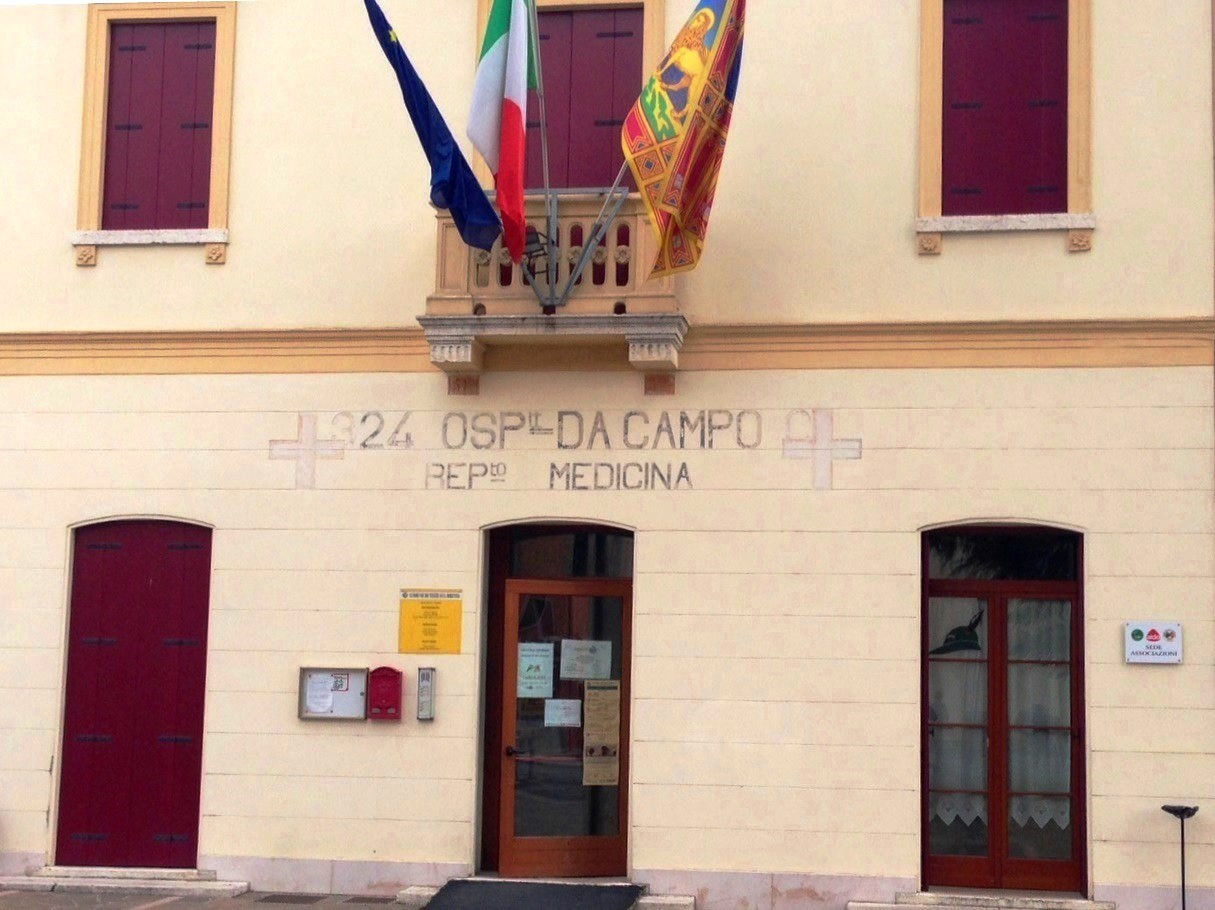
Storico palazzo in Belvedere che ospitò un Ospedaletto da campo durante la Guerra del 1915-18

Qui aveva sede il 324º ospedale da campo, detto "della Croce Rossa Americana" perché l'America aveva fornito i materiali. Esso era situato nella Villa Molin, Giusti del Giardino, Lucci (oggi villa San Gaetano, casa delle Suore della Provvidenza) e nello storico palazzo a nord della Chiesa ("Villa Settecentesca del Comune di Tezze"), ex scuole elementari, che ora ospita la sede del Gruppo Alpini locale (ancora oggi si legge la scritta "324 Osp.tto da campo - Rep.to Medicina").
Verso la fine del 1918 nella zona si diffuse una nuova malattia epidemica chiamata “influenza spagnola”, che aveva invaso tutta l'Europa. 
In questo periodo l'ospedale da campo 324 mandava a seppellire in media 4 soldati al giorno, quasi tutte vittime di questa malattia. I soldati venivano sepolti senza bara, ravvolti in un sacco o in un lenzuolo per mancanza di tavole di legno (per questo si presume che al di sotto dell'edificio vi sia un ossario).
La maggioranza dei civili, invece, riusciva a procurare per i propri cari le bare, fatte con tavole raccolte nelle famiglie e ricavate da barchesse, fienili, da ripari di scale, da pollai o dalle lettiere dei defunti.

A Belvedere durante la Grande Guerra passarono anche alcuni personaggi illustri. 
- Per molto tempo sostò p. Adeodato Giovanni Piazza, Carmelitano, che allora era il cappellano di un reggimento di cavalleria. A guerra finita padre Piazza diventò prima arcivescovo di Benevento, poi cardinale patriarca di Venezia e infine segretario della Sacra Congregazione del Concistoro e presidente della Conferenza Episcopale Italiana.[10]
- Secondo alcune ricerche svolte a Bassano, molto probabilmente passò e si fermò a "Ca' Dolze" anche il famoso scrittore e Premio Nobel americano Ernest Hemingway.[11]

## Monumenti e luoghi d'interesse

### Architetture religiose

#### Chiesa parrocchiale

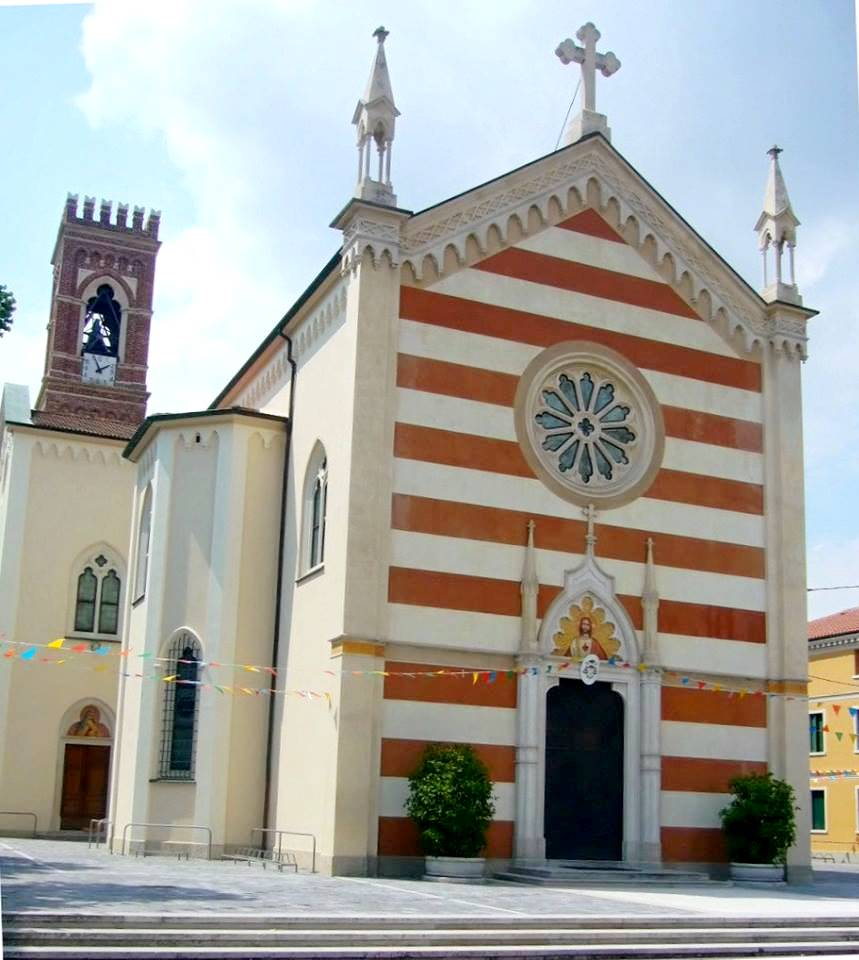
La chiesa parrocchiale di Belvedere, in stile neogotico, dedicata al Sacratissimo Cuore di Gesù.

La chiesa parrocchiale, in stile neogotico, dedicata al Sacratissimo Cuore di Gesù, venne realizzata negli anni 1898-1904, su progetto di Gerardo Marchioro, celebre architetto da Castelnovo, al cui nome sono legate molte chiese del vicentino.

#### Oratorio "Don Bosco"

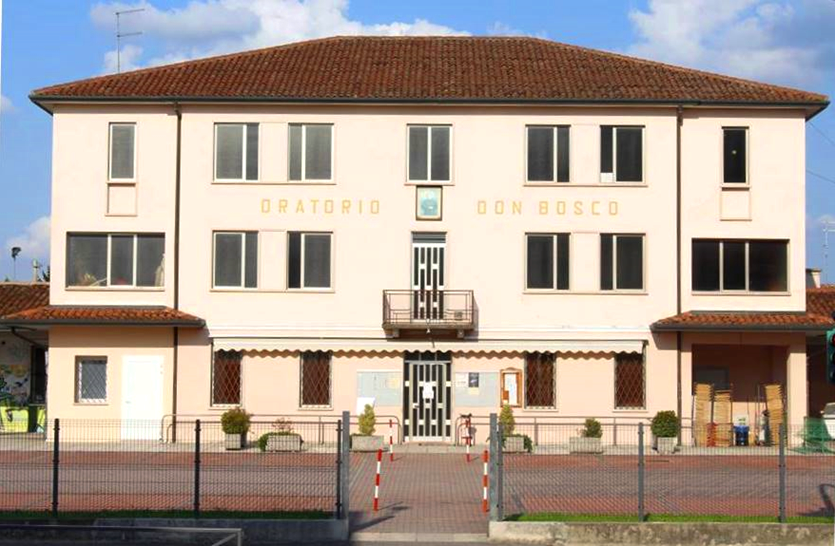
Oratorio Don Bosco

L'oratorio parrocchiale (detto anche "patronato" o "centro giovanile") sorge lungo la Strada statale 47 della Valsugana, di fronte alla chiesa. I lavori di costruzione della nuova "Casa della Dottrina Cristiana" (in quel tempo l'oratorio veniva chiamato in questo modo) iniziarono sul finire degli anni quaranta; l'inaugurazione avvenne nel 1954.
L'oratorio è dedicato a san Giovanni Bosco, il santo "padre e maestro della gioventù".

#### Capitelli
In tutto il paese sono disseminati molti capitelli, edicole sacre e nicchie (oltre una quarantina), testimonianza di una fede semplice ma profondamente radicata nella Comunità. Per questo la Chiesa Parrocchiale di Belvedere è detta "la Chiesa madre dei capitelli".

### Architetture civili

#### Monumento ai Caduti
Il nuovo monumento, inaugurato il 25 aprile 2009, in occasione dell'anniversario della liberazione, è dedicato ai caduti nelle due guerre mondiali. Il basamento, rivestito in lastre di pietra, riporta i nominativi di tutti i caduti di Belvedere. Sopra il basamento, svetta il monumento, opera dell'artista locale Narciso Loro. Si tratta di una fusione in bronzo alta cinque metri, che rappresenta un'immagine femminile che calpesta i simboli della guerra e si protende verso il cielo, sollevando il mondo sovrastato da una colomba, simbolo di pace. È uno dei pochi monumenti che, più che ricordare solo le guerre, si presenta come simbolo di pace e di fratellanza universale.

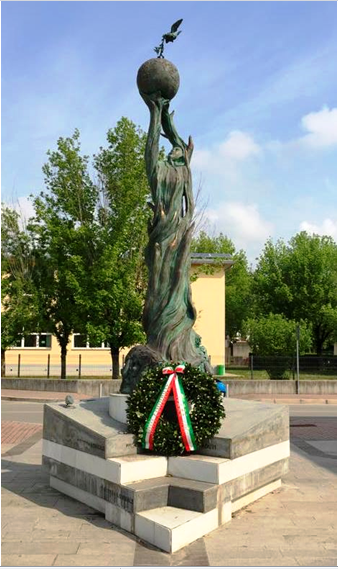
Monumento ai caduti

#### Edificio polifunzionale
Il nuovo edificio polifunzionale sorge lungo la strada statale 47 della Valsugana, nel centro del paese (tra la scuola elementare e lo storico palazzo ora sede degli Alpini), nel luogo in cui un tempo si trovava lo stabile degli uffici staccati del Comune di Tezze sul Brenta (ex scuola media).
Di architettura contemporanea, l'edificio, a pianta rettangolare, ha un paramento esterno in vetro. Per la protezione dall'irraggiamento solare sono presenti dei grandi frangisole in alluminio verniciati colore “legno noce” (nella parte superiore), e una grande pensilina con struttura d'acciaio rivestita in rame ossidato color verde patina. La pensilina, di forma curvilinea, si inserisce tra le grandi colonne bianche del fabbricato ed è sostenuta da dei puntoni in acciaio verniciati colore bianco con andamenti obliqui.
L'edificio ospita la biblioteca e un centro prelievi.

### Ville venete
A Belvedere si segnala la presenza di alcuni edifici di pregio censiti dall'Istituto Regionale Ville Venete.

#### Villa Dolce, Comello, Rippa-Bonati, Marchiorello, detta "Ca' Dolce"

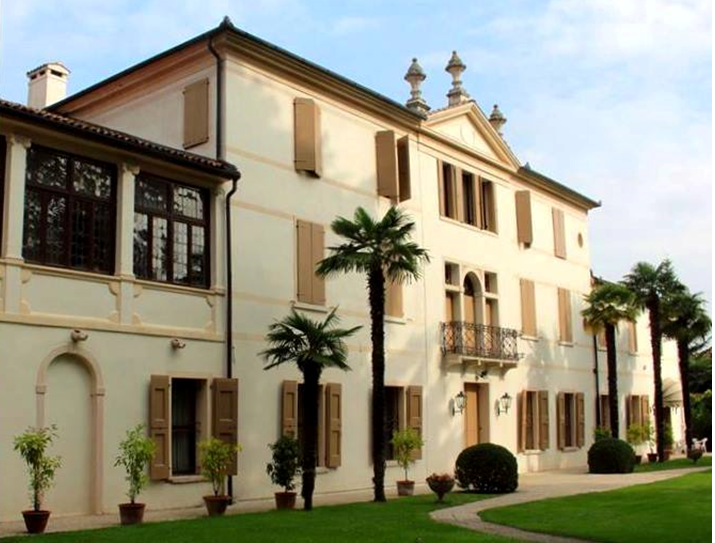
Villa Dolce, Comello, Rippa-Bonati, Marchiorello, detta "Ca' Dolce"

Il complesso di villa "Ca' Dolce" (che un tempo dava il nome alla località), sorge nel centro del paese ed è delimitato a ovest dalla strada statale "Valsugana", dalla quale si accede al parco meridionale attraverso un'entrata contrassegnata da pilastri a bugnato sormontati da statue. Si compone di un corpo centrale, elevato su tre piani, al quale si innestano due brevi ali, di due livelli ognuna, e una lunga barchessa a ovest.
La facciata principale, che a sud si affaccia sul parco, è tripartita da un lieve aggetto leggermente decentrato a destra e concluso da un frontone con vasi acroteriali ai vertici. Nella facciata si dispongono, a partire dal pianterreno, una porta architravata, una finestra a serliana con poggiolo su mensole in pietra e parapetto in ferro, e una trifora architravata.
Le ali (con tre assi di aperture ognuna) hanno una diversa configurazione: quella di sinistra presenta a sud una loggia architravata, impostata su pilastrini di ordine ionico, mentre quella di destra si distingue per la decorazione lapidea delle facciate orientale e settentrionale, che la connota come il nucleo più antico.
La barchessa occidentale, scandita da undici arcate, unisce la villa alla strada, dove un tempo si affacciava un Oratorio (cappella) dedicato ai santi Teresa e Giuseppe (la primitiva chiesetta del paese); sul retro in passato aveva sede una filanda, in seguito trasformata per uso commerciale.
La villa, costruita probabilmente nel 1778 (data trovata incisa sul pavimento del secondo piano), si appoggia a una struttura preesistente, risalente al Cinquecento, che ne divenne l'ala orientale.

#### Villa Molin, Giusti del Giardino, Lucci, detta "San Gaetano"
La villa, orientata a occidente, verso la strada statale Valsugana, è introdotta da una corte delimitata a nord da una lunga barchessa che si innesta perpendicolarmente su uno dei lati del corpo della casa padronale, mentre a sud si estende un ampio parco.
Essa si compone di un nucleo centrale, elevato su due piani più un sottotetto, e di due lunghe ali di due piani soltanto.
Il pianterreno del nucleo centrale è rivestito di bugnato gentile con profondi solchi ed è aperto al centro da una porta e ai lati da finestre rettangolari e a spigolo vivo; su di esso si imposta un ordine ionico gigante di semicolonne binate nei settori laterali e di lesene, anch'esse binate, al centro. La trabeazione funge da cornicione sommitale. Negli intercolumni laterali si aprono allungate finestre rettangolari (al piano nobile) e quadrate (nel sottotetto), con cornice liscia; al centro vi è una finestra con balaustra e frontone curvilineo su volute e sopra un'apertura a rettangolo sdraiato. Le ali, ognuna con cinque assi di aperture rettangolari, presentano un risalto centrale con frontone, pianterreno a bugne lisce e porta architravata, e, al primo piano, finestra con balaustra trattenuta. Il bugnato ritorna nei settori angolari del pianoterra e come cornice dei fori, mentre al primo piano affianca le aperture laterali sotto forma di fasce verticali a conci alterni.

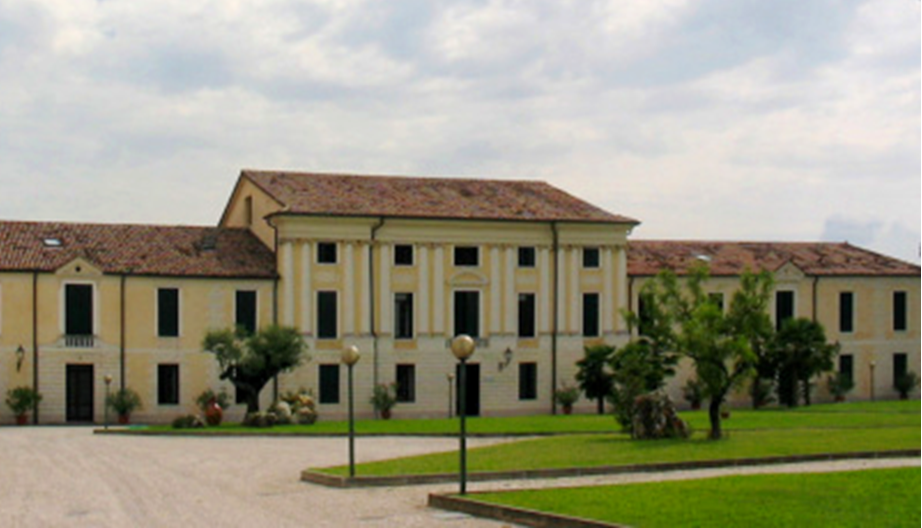
Villa Molin, Giusti del Giardino, Lucci, detta "San Gaetano"

Anche la barchessa presenta un risalto centrale, scandito da quattro coppie di lesene tuscaniche che reggono una trabeazione, racchiudendo un arco più ampio e due minori; i portici laterali, invece, hanno grandi archi intervallati da più strette finestre centinate, inquadrati da paraste a bugne lisce, senza capitello.
Nell'estremità occidentale della barchessa c'è un Oratorio settecentesco, la cui facciata sulla strada statale Valsugana è tripartita da un ordine ionico di lesene alle estremità e semicolonne ai lati del portale a timpano arcuato, che reggono una trabeazione, coronata nel risalto mediano da un timpano.
La villa venne eretta dai Molin alla metà del Settecento, probabilmente a opera di un architetto di tradizione padovana; sembra che le ali siano state aggiunte solo in un secondo tempo, di poco successivo. La villa è protetta dal Ministero dei beni culturali e dal 1942 è di proprietà delle Suore della Provvidenza di San Gaetano da Thiene.

#### Villa settecentesca del Comune di Tezze
La villa si trova a nord della Chiesa, lungo la strada statale Valsugana, alla quale rivolge lo stretto fianco orientale. Presenta una pianta rettangolare e si eleva su due piani più un sottotetto. Il prospetto principale è tripartito, con il settore centrale lievemente in aggetto, e si apre a sud su un piazzale (chiamato "Piazzetta del Donatore") in porfido che riproduce il disegno della facciata.
Al pianterreno si aprono tre porte leggermente arcuate, al primo piano una finestra centrale, con timpano curvo e poggiolo sporgente in pietra, in mezzo ad altre due con timpano triangolare; nel sottotetto si aprono fori quadrati. Il fianco orientale è scandito da un ritmo uguale, mentre si hanno delle leggere varianti nei settori laterali, che aprono due assi di aperture ognuno. Al piano terra ci sono finestre uguali alle porte, mentre quelle del piano nobile sono architravate. I piani dell'edificio sono segnati da due fasce marcapiano sagomate e la zona del pianterreno è caratterizzata da un leggero bugnato.
La villa, ascrivibile al Settecento (è la costruzione di proprietà comunale più vecchia del paese), un tempo fu sede delle scuole elementari e, durante il periodo della prima guerra mondiale, fu adibita ad ospedale da campo. Recentemente restaurata, ospita la sede del Gruppo Alpini di Belvedere, del Gruppo Donatori di Sangue e della Pro Loco di Tezze sul Brenta e dispone di due sale riunioni.

#### Villa settecentesca del Consorzio Agrario

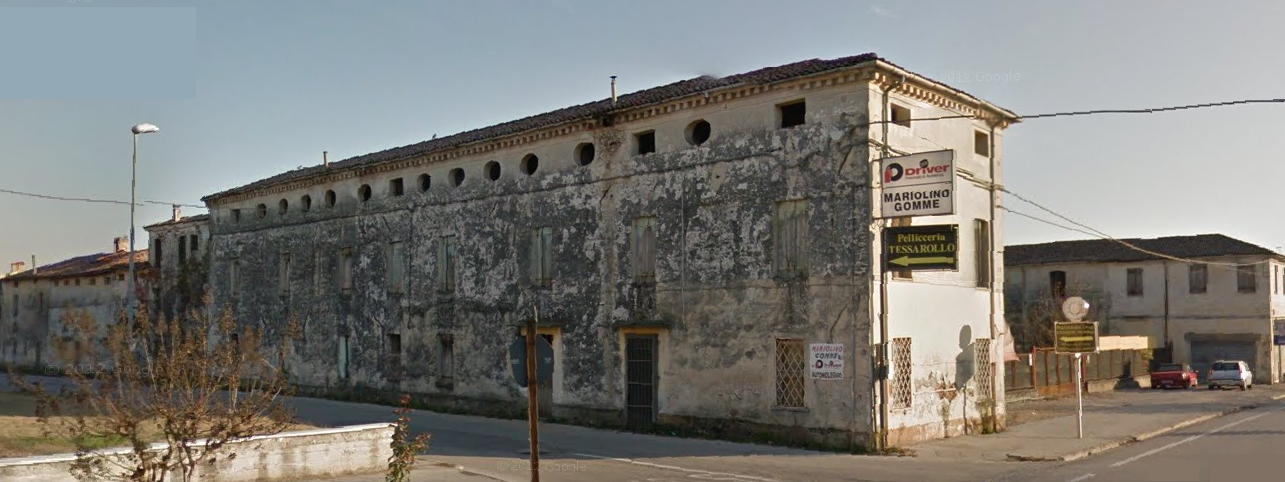
Villa settecentesca del Consorzio Agrario - facciata nord (retro)

Il complesso, che si trova lungo la strada statale della Valsugana - in località Belvedere Basso - è sviluppato attorno ad un'ampia corte, con il corpo principale e un rustico porticato. L'edificio principale presenta una pianta rettangolare allungata e si eleva per due piani più il sottotetto. La facciata rivolta a sud presenta otto assi di aperture rettangolari al pianterreno e al primo piano, e diciassette piccoli fori nel sottotetto, dei quali i primi tre a sinistra sono quadrati, gli altri ovali; sul retro i fori si riducono a quindici (la maggior parte ovali). Una cornice dentellata percorre tutto l'edificio, interrompendosi sul fianco orientale.
Il complesso, risalente al Settecento, un tempo sede di una filanda (Filanda - Setificio Crotta-Malatesta), ospitò per anni il consorzio agrario; ora è in disuso e versa in stato di degrado e abbandono.

### Piazze

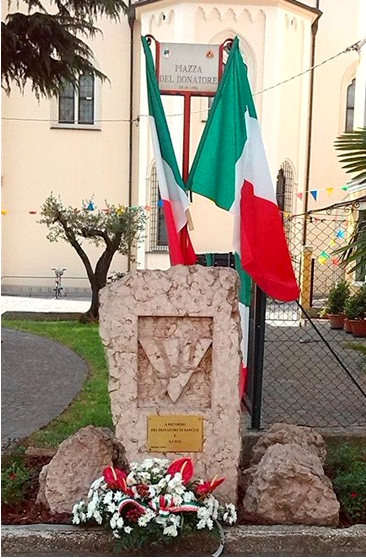
Piazzetta del Donatore

- Piazza “10 luglio 1809: Insorgenza Veneta” (piazza principale). Questa nuova intitolazione è stata assegnata il 25 aprile 2009, giorno di San Marco.[21]
- Piazzetta del Donatore (davanti alla Sede degli Alpini).

## Società

### Lingue e dialetti
Nella popolazione di Belvedere oltre alla lingua italiana è fortemente diffuso, soprattutto tra i più anziani, l'uso del dialetto veneto.

### Religione
La religione della quasi totalità della popolazione è il cristianesimo nella confessione cattolica.

#### Parrocchia
La parrocchia di Belvedere, eretta nel 1930, appartiene al vicariato di Rosà e alla diocesi di Vicenza (suffraganea del patriarcato di Venezia e facente parte della regione ecclesiastica Triveneto).
Un tempo il territorio di Belvedere apparteneva alla grande parrocchia di Rosà.
Grazie all'impegno di don Giovanni De Tomasi, nel 1912 Belvedere diventò curazia dipendente da Rosà e dal 1º maggio 1920 curazia indipendente; a quella data risalgono i primi registri canonici. Con il curato Don Antonio Cenzato (successore di De Tomasi), Belvedere diventò parrocchia. Il decreto di erezione a parrocchia fu firmato dal vescovo di Vicenza Ferdinando Rodolfi il 15 aprile 1930. Il 20 aprile 1930 (giorno di Pasqua) venne dato l'annuncio ufficiale.
Il 12 agosto 1944 ebbe luogo il riconoscimento ufficiale della parrocchia da parte dello Stato italiano.
Nel 1933 venne nominato il primo parroco, Don Sante Bicego, che lavorò indefessamente per quasi 40 anni affinché la parrocchia assumesse un volto, una coscienza altamente religiosa e una struttura sufficientemente articolata sul piano pastorale. 

Don Sante Bicego, primo parroco di Belvedere dal 1933 al 1971 (Brogliano, 13/04/1900 - Vicenza, 07/01/1976)

#### Santo patrono
Il paese di Belvedere (Ca' Dolce) aveva anticamente come patrona principale santa Teresa d'Avila (a cui si aggiunse quasi subito anche san Giuseppe). 
In seguito ad un voto fatto durante la seconda guerra mondiale, il patrono divenne il Sacro Cuore di Gesù, la cui solennità cade il venerdì dopo la domenica del Corpus Domini (festa mobile).
Molto sentita dagli abitanti di Belvedere è anche la festa di san Giovanni Bosco (31 gennaio), cui è intitolato l'oratorio parrocchiale.

#### Istituti religiosi
Dall'anno 1942 a Belvedere (presso la Villa Molin, Giusti del Giardino, Lucci) sono presenti le Suore della Provvidenza di San Gaetano da Thiene (istituto religioso femminile fondato nel 1845 da san Luigi Scrosoppi).
La villa, da loro chiamata "Villa San Gaetano", fu sede del noviziato e postulato per 30 anni, fino al 1973 quando venne trasferito a Roma. Dal 1943 qui è attiva anche una fiorente scuola dell'infanzia (chiamata "Rosa mistica"); dopo il recente ampliamento della struttura, è in funzione anche il nido integrato.
Per vent'anni (1970-91) la casa fu sede di una provincia religiosa della congregazione; dopo alcuni anni d'interruzione, dal 2007 ospita nuovamente la provincia italiana, denominata oggi "Madonna della Provvidenza". È inoltre luogo di accoglienza di suore anziane, centro di attività formative per suore e laici e di collaborazione alla parrocchia.

### Istituzioni, enti e associazioni

#### Associazioni Combattentistiche e d'Arma
- Gruppo Alpini di Belvedere - A.N.A. Sezione Montegrappa di Bassano (anno di fondazione:1961)

#### Donatori
- Gruppo Donatori di Sangue di Belvedere - R.D.S. Montegrappa di Bassano (anno di fondazione:1974)
- Gruppo A.I.D.O. di Belvedere (anno di fondazione:1983)

#### Sport
- Associazione Calcio Belvedere (anno di fondazione:1961)
- Pallavolo Belvedere
- Associazione Calcio Real Belvedere 1986
- Veloce Club Belvedere (ciclismo)[25]

#### Volontariato
- Associazione Le Giare
- Associazione "Il Colore Viola O.N.L.U.S." (anno di fondazione:2010)[26]
- Associazione di volontariato "San Francesco"

#### Musica
- Schola Cantorum "S. Cecilia" (anno di fondazione:1927)
- Coro "Girasoli"
- Associazione bandistica culturale musicale "Dolce Consort"

#### Associazioni locali
- Gruppo Festeggiamenti Belvedere

## Cultura

### Scuole
- Scuola materna "Rosa Mistica" - Belvedere (scuola dell'infanzia)
- Scuola elementare "Aristide Gabelli" - Belvedere (scuola primaria)
- Scuola media "Francesco d'Assisi" - Belvedere (scuola secondaria di primo grado)[27]

### Gastronomia locale
La cucina della zona affonda le sue radici nella tradizione contadina: piatti poveri, fatti con ingredienti semplici ma genuini e nutrienti.

#### Primi piatti
Fra i primi piatti: 
- i risotti: risi e bisi (risotto con piselli), risotto con gli asparagi di Bassano, con il radicchio di Treviso e la luganega (salsiccia), con i figadini (preparato con fegati e durelli di pollo), con i bruscandoli (i germogli del luppolo, che si raccolgono lungo le basi delle siepi in primavera), con le tajadee dea Madona (germogli di Silene vulgaris);
- pasta e fagioli;
- Bigoli de Bassan e bigoi con l'arana (Bigoli all'anitra);
- panà (zuppa di pane raffermo).

#### Secondi piatti
- Baccalà alla vicentina servito con la polenta;
- polenta e osei;
- polenta e polastro in tecia;
- polenta e musetto (cotechino) col cren (salsa preparata con la radice dell'Armoracia rusticana);
- Sopressa Vicentina e polenta brustolà;
- verse e costine;
- Data la vicinanza con Bassano del Grappa, terra dell'asparago bianco, nel periodo primaverile è diffusa la degustazione di "uvi e sparasi" (uova e asparagi).[28]
- Radici de can / pissacan (tarassaco) in tecia.

#### Dolci
- nel periodo di Carnevale: i "grustui" (crostoli), le "fritoe" (frittelle) e i "maronsini" (simili alle castagnole);
- fine aprile/primi di maggio: frittelle coi "fiuri de robina" (fiori di Robinia pseudoacacia);
- nel periodo pasquale: la "fugassa" (focaccia veneta)

### Manifestazioni, eventi e sagre
- La tradizionale sagra del Sacro Cuore si svolge ogni anno intorno alla metà di giugno.

## Geografia antropica

### Località, contrade e quartieri
- Centro: il centro di Belvedere sorge a cavallo dell'importante asse stradale della Strada Statale 47 della Valsugana, che qui prende il nome di Via Nazionale. Qui è localizzata la gran parte delle attività commerciali, direzionali e produttive e si concentra inoltre la maggior parte delle attrezzature pubbliche (Chiesa, scuole, oratorio, impianti sportivi, palestra, ufficio postale, biblioteca...)[29]
- Bressani: la Contrada dei Bressani è una tra le più antiche di Belvedere e un tempo era un aggregato storico separato dal centro del paese.[29] All'inizio della via, all'incrocio con via Mottinello, sorge un antico capitello, dedicato alla Beata Vergine delle Grazie, risalente all'anno 1851.[30]

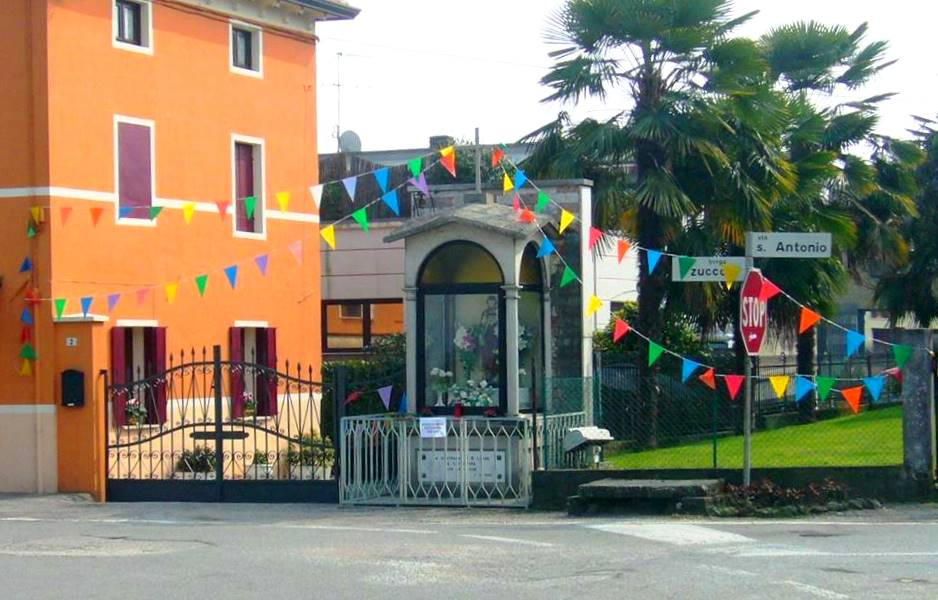
Capitello di san Giuseppe, in località Borgo Zucco

- Borgo Zucco (Borgo Suco in dialetto veneto): anche la Contrada di Borgo Zucco, come i Bressani, è una delle zone più antiche del paese. Nel borgo sono presenti due capitelli, entrambi dedicati a san Giuseppe; il primo è ultracentenario, l'altro venne eretto nel 1962.[31]
- Roane: la località delle Roane comprende la zona orientale di Belvedere, fino alla Strada del Confine (la strada che segna, appunto, la linea di confine fra i due comuni di Tezze sul Brenta e Rossano Veneto). L'area, in prevalenza agricola, è attraversata in direzione nord – sud dalla ferrovia Bassano – Padova.[32]
- Belvedere Basso: con il termine "Belvedere Basso" viene indicata la zona meridionale del paese, a cavallo della Strada Statale 47 della Valsugana, fino all'incrocio con le vie Laghi (che porta appunto a Laghi) e Mottinello (che porta appunto a Mottinello, le quali segnano il confine con il Comune di Cittadella (frazione di Ca' Moro). La strada statale in questa zona era un tempo costeggiata da piccoli negozi e locali pubblici (osteria, bottega alimentari, macelleria, tabacchino, edicola).
- Contrà del Sole: si trova nella parte occidentale del paese e si sviluppa attorno alla Strada Provinciale n° 54 "della Friola" (Via Sole), che parte dal centro di Belvedere e porta fino a Tezze capoluogo.
- Ortolani: la località detta "degli Ortolani" si trova a est della Strada Statale, nella parte settentrionale del paese (compresa tra la Villa delle Suore e la frazione di Cusinati di Tezze) ed è percorsa dall'importante Roggia Munara. Il nome è dovuto al fatto che molti abitanti della zona esercitano questa professione.
- Quartiere Bordignon:  quest'area ha conosciuto un intenso sviluppo residenziale e demografico a partire dagli inizi degli anni Novanta. È presente un piccolo parco, diviso dalla strada, dotato di giochi per i bambini (nella zona nord) e di un capitello dedicato alla Madonna di Fátima, inaugurato nel 2004 (nella zona sud).[33]

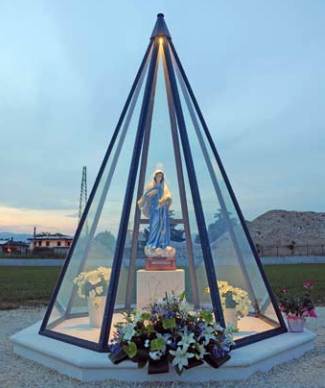
Capitello della Madonna di Međugorje presso il Quartiere Tobagi

- Quartiere Tobagi: il quartiere Tobagi è situato nella parte centro-occidentale del paese e prende il nome dal giornalista e scrittore italiano assassinato nel 1980 (le vie di questa zona sono dedicate ad alcune Vittime delle Brigate Rosse - oltre a Walter Tobagi troviamo Vittorio Bachelet, Guido Rossa, Aldo Moro). Nel quartiere sorge un capitello dedicato alla Madonna di Međugorje, inaugurato il 24 giugno 2012. L'opera è stata realizzata dall'Amministrazione Comunale, grazie anche ad un significativo contributo di alcuni artigiani locali.[34]

## Infrastrutture e trasporti

### Strade
Il territorio di Belvedere è attraversato: 
- dalla strada statale 47 della Valsugana (asse nord-sud), che collega Padova a Trento, attraversando cittadine rinomate come Bassano del Grappa e Cittadella[35], e che garantisce il collegamento con la rete autostradale;
- dalla strada provinciale 54 detta "della Friola", (parte dal centro di Belvedere e si dirige verso ovest), che porta a Tezze capoluogo passando per le frazioni di Campagnari e Stroppari.

### Ferrovie
Il territorio orientale di Belvedere (località "Roane") è attraversato, in direzione nord-sud, dalla linea ferroviaria Bassano-Padova.
La stazione più vicina è quella di Rossano Veneto (a tre chilometri).

### Autobus
Belvedere è servita da Busitalia Veneto con la linea Bassano del Grappa - Padova.